# Hans Süss (Orgelbauer)
Hans Süss (auch Hans Suys, Hans Svijs, u. a.; † nach 1542) war ein bedeutender deutscher Orgelbauer, der Orgeln für Kathedralen und Kirchen vor allem im Rheingebiet schuf.

## Leben
Hans Süss stammte wahrscheinlich aus Franken, denn 1498 wurde er als Hans von Nürnberg bezeichnet. Danach ließ er sich in Köln nieder, wo er 1516 das Bürgerrecht erhielt. Hans von Köln schuf Orgeln für einige bedeutende Kathedralen und Kirchen zwischen Straßburg und Amsterdam. Er war wohl der innovativste und experimentierfreudigste Orgelbauer seiner Zeit, der immer wieder neue Stimmen und Register in die Orgeln einbaute, und dies schon in einigen Verträgen festlegen ließ. Seine Arbeiten markierten einen wichtigen Übergang von der gotischen zur Renaissanceorgel. Hans Süss starb wahrscheinlich um 1542/1543.

## Werkliste (Auswahl)
Von seinen Orgelbauten ist heute keine mehr erhalten.
- Frankfurt, Kaiserdom St. Bartholomäus, 1498
- Lüttich, St. Michael, 1500, 1513
- Straßburg, Münster, 1506/07 Vertrag, 1509/11 Umbau, 1516 Reparatur[2]
- Antwerpen, Liebfrauenkathedrale, 1509/1514, 1511/1512, 1516
- Duisburg, St. Salvator, 1515 Neubau[3]
- Kalkar, St. Nicolai, 1515/1516 oder 1519 Neubau
- Xanten, Stiftskirche St. Viktor, 1518
- Amsterdam, Oude Kerk, 1539–1542, Neubau mit Hendrik und Herman Niehoff, II/P, etwa 24/27 Register.[4]